# Табону
Табону (рум. Tabonu) — село у повіті Олт в Румунії. Входить до складу комуни Обиршія.
Село розташоване на відстані 153 км на захід від Бухареста, 58 км на південь від Слатіни, 62 км на південний схід від Крайови.

## Населення
За даними перепису населення 2002 року у селі проживали 186 осіб, усі — румуни. Усі жителі села рідною мовою назвали румунську.